# Twierdzenie Tietzego
Twierdzenie Tietzego lub Tietzego-Urysohna lub Urysohna-Brouwera – twierdzenie mówiące, że każdą funkcję ciągłą o wartościach rzeczywistych (badź ogólniej, o wartościach w przestrzeni euklidesowej), która jest określona na domkniętej podprzestrzeni przestrzeni normalnej można przedłużyć do funkcji ciągłej określonej na całej przestrzeni (jeżeli funkcja ta jest ponadto ograniczona, to można znaleźć rozszerzenie ograniczone). Twierdzenia Tietziego dowodzi się zwykle korzystając z lematu Urysohna – możliwe jest także wyprowadzenie lematu Urysohna z tego twierdzenia. Przypadek szczególny dla przestrzeni metrycznych udowodnił Heinrich Tietze w 1915. Przypadek ogólny udowodnił Paweł Urysohn dziesięć lat później. Za pewnego rodzaju uogólnienie tego twierdzenia można uznać twierdzenie Dugundjego i twierdzenie Katětova-Tonga.